# Qatar ExxonMobil Open 2001 - Qualificazioni doppio
Le qualificazioni del doppio  del Qatar ExxonMobil Open 2001 sono state un torneo di tennis preliminare per accedere alla fase finale della manifestazione. I vincitori dell'ultimo turno sono entrati di diritto nel tabellone principale. In caso di ritiro di uno o più giocatori aventi diritto a questi sono subentrati i lucky loser, ossia i giocatori che hanno perso nell'ultimo turno ma che avevano una classifica più alta rispetto agli altri partecipanti che avevano comunque perso nel turno finale.
Le qualificazioni del doppio del torneo Qatar ExxonMobil Open 2001 prevedevano 4 coppie partecipanti di cui una è entrata nel tabellone principale.

## Teste di serie
1. Nicolas Coutelot /  Andy Fahlke (primo turno)

1. Igor' Kunicyn /  Uros Vico (primo turno)

## Tabellone

### Legenda
| - Q = Qualificato - WC = Wild card - LL = Lucky loser | - ALT = Alternate - SE = Special Exempt - PR = Protected Ranking | - w/o = Walkover - r = Ritirato - d = Squalificato |

|  | Primo turno | Primo turno                            | Primo turno                            | Primo turno | Primo turno |  |  | Ultimo turno                           | Ultimo turno                           | Ultimo turno | Ultimo turno | Ultimo turno |  |
|  |             |                                        |                                        |             |             |  |  |                                        |                                        |              |              |              |  |
|  |             | Kirill Ivanov-Smolensky Alexander Peya | Kirill Ivanov-Smolensky Alexander Peya | 6           | 6           |  |  |                                        |                                        |              |              |              |  |
|  | 1           | Nicolas Coutelot Andy Fahlke           | Nicolas Coutelot Andy Fahlke           | 3           | 4           |  |  | Kirill Ivanov-Smolensky Alexander Peya | Kirill Ivanov-Smolensky Alexander Peya | 6            | 3            | 4            |  |
|  |             | Jean-François Bachelot Dick Norman     | Jean-François Bachelot Dick Norman     | 7           | 6           |  |  | Jean-François Bachelot Dick Norman     | Jean-François Bachelot Dick Norman     | 4            | 6            | 6            |  |
|  | 2           | Igor' Kunicyn Uros Vico                | Igor' Kunicyn Uros Vico                | 6(1)        | 3           |  |  |                                        |                                        |              |              |              |  |